# Sân bay Tawau
Sân bay Tawau (IATA: TWU, ICAO: WBKW), tọa lạc tại Tawau, là sân bay thứ 3 ở Sabah với các quầy phục vụ cho các chuyến bay quốc tế. Sân bay cách Sabah 31 km. Đường băng mới có thể phục vụ các loại máy bay Airbus lớn. Sân bay này có các chuyến bay nội địa đi Kota Kinabalu, Sandakan, Kuala Lumpur, và Johor Bahru. Các chuyến bay quốc tế đi Tarakan ở Đông Kalimantan, Indonesia đang tạm ngưng.
Giống như các sân bay khác ở quốc gia này, sân bay Tawau nằm dưới quyên quản lý của Malaysia Airports Holdings Bhd.
Năm 2005, sân bay này đã phục vụ 680.901 khách với hơn 8500 chuyến bay. Lưu trữ ngày 13 tháng 3 năm 2007 tại Wayback Machine

## Các hãng hàng không và các điểm đến
- AirAsia (Kuala Lumpur, Johor Bahru, Kota Kinabalu)
- FlyAsianXpress (Sandakan)
- Malaysia Airlines (Kuala Lumpur, Kota Kinabalu)

## Các hãng đã hoạt động ở đây
- Bouraq Indonesia Airlines
- Merpati Nusantara Airlines